# ATP Tour World Championships 1995 - Singolare
Il singolare dell'ATP Tour World Championships 1995 è stato un torneo di tennis facente parte dell'ATP Tour.
Pete Sampras era il detentore del titolo, ma ha perso in semifinale contro Michael Chang.
Boris Becker ha battuto in finale 7–6(3), 6–0, 7–6(5) Michael Chang.

## Teste di serie
1. Pete Sampras (semifinali)
2. Thomas Muster (round robin)
3. Michael Chang (finale)
4. Boris Becker (campione)

1. Evgenij Kafel'nikov (round robin)
2. Jim Courier (round robin)
3. Thomas Enqvist (semifinali)
4. Wayne Ferreira (round robin)

## Tabellone

### Legenda
| - Q = Qualificato - WC = Wild card - LL = Lucky loser | - ALT = Alternate - SE = Special Exempt - PR = Protected Ranking | - w/o = Walkover - r = Ritirato - d = Squalificato |

### Finali
|  | Semifinali | Semifinali     | Semifinali    | Semifinali | Semifinali |  |  | Finale | Finale        | Finale | Finale | Finale |  |
|  |            |                |               |            |            |  |  |        |               |        |        |        |  |
|  | 3          | Michael Chang  | Michael Chang | 6          | 6          |  |  |        |               |        |        |        |  |
|  | 1          | Pete Sampras   | Pete Sampras  | 4          | 4          |  |  | 3      | Michael Chang | 63     | 0      | 65     |  |
|  | 4          | Boris Becker   | 6             | 65         | 7          |  |  | 4      | Boris Becker  | 7      | 6      | 7      |  |
|  | 7          | Thomas Enqvist | 4             | 7          | 5          |  |  |        |               |        |        |        |  |

### Gruppo Bianco
|   |                     | Sampras          | Becker           | Kafel'nikov      | Ferreira         | RR W–L | Set W–L | Game W–L | Standings |
| 1 | Pete Sampras        |                  | 6–2, 7–6(3)      | 6–3, 6–3         | 6(1)–7, 6–4, 3–6 | 2–1    | 5–2     | 40–31    | 1         |
| 4 | Boris Becker        | 2–6, 6(3)–7      |                  | 6–4, 7–5         | 4–6, 6–2, 7–6(5) | 2–1    | 4–3     | 38–36    | 2         |
| 5 | Evgenij Kafel'nikov | 3–6, 3–6         | 4–6, 5–7         |                  | 6–3, 6(5)–7, 1–6 | 0–3    | 1–6     | 28–41    | 4         |
| 8 | Wayne Ferreira      | 7–6(1), 4–6, 6–3 | 6–4, 2–6, 6(5)–7 | 3–6, 7–6(5), 6–1 |                  | 2–1    | 5–4     | 47–45    | 3         |

La classifica viene stilata in base ai seguenti criteri: 1) Numero di vittorie; 2) Numero di partite giocate; 3) Scontri diretti (in caso di due giocatori pari merito ); 4) Percentuale di set vinti o di games vinti (in caso di tre giocatori pari merito ); 5) Decisione della commissione.

### Gruppo Rosso
|   |                | Muster           | Chang         | Courier       | Enqvist          | RR W–L | Set W–L | Game W–L | Standings |
| 2 | Thomas Muster  |                  | 6–4, 2–6, 3–6 | 4–6, 6–4, 4–6 | 4–6, 7–6(3), 4–6 | 0–3    | 3–6     | 40–50    | 4         |
| 3 | Michael Chang  | 4–6, 6–2, 6–3    |               | 6–2, 7–5      | 1–6, 4–6         | 2–1    | 4–3     | 34–30    | 2         |
| 6 | Jim Courier    | 6–4, 4–6, 6–4    | 2–6, 5–7      |               | 3–6, 2–6         | 1–2    | 2–5     | 28–39    | 3         |
| 7 | Thomas Enqvist | 6–4, 6(3)–7, 6–4 | 6–1, 6–4      | 6–3, 6–2      |                  | 3–0    | 6–1     | 42–25    | 1         |

La classifica viene stilata in base ai seguenti criteri: 1) Numero di vittorie; 2) Numero di partite giocate; 3) Scontri diretti (in caso di due giocatori pari merito ); 4) Percentuale di set vinti o di games vinti (in caso di tre giocatori pari merito ); 5) Decisione della commissione.